# Campos Novos Paulista
Campos Novos Paulista è un comune del Brasile nello Stato di San Paolo, parte della mesoregione di Assis e della microregione omonima.